# Anamylopsora
Anamylopsora — рід грибів родини Baeomycetaceae. Назва вперше опублікована 1991 року.

## Класифікація
До роду Anamylopsora відносять 2 види:
- Anamylopsora altaica
- Anamylopsora pulcherrima